# Yahoo!みんなの検定
Yahoo!みんなの検定（ヤフーみんなのけんてい）は、かつてYahoo! JAPANが提供していた検定試験形式のWebサービス。ユーザーが検定問題を手作りしたり、他のユーザーが作成した検定問題を受けることができた。略して「みん検」などと呼ばれる。
なお、同企業が提供していたYahoo!インターネット検定とは直接関係はない。

## 概要
2007年3月31日まで、検定を受験するか、作成した検定を受験されることでポイントが付与されるキャンペーンが行われていた(受験する場合は1回につき1ポイント、受験される場合は1人につき1ポイント)。しかしながら、IDが削除されたり、ポイントが無効になったりというトラブルもあった。
2008年4月4日に、ベータ版から正式版へリニューアルされた。
2010年1月、検定数は30万件を突破した。
2013年4月、6月30日でのサービス終了が発表される。
2013年7月1日、サービスが完全に停止した。停止時点では50万検定を越していた。

## 内容

### 基本的な決まり
基本的には利用料は無料だが、サービス利用にはYahoo! JAPANのIDで登録しなければいけない。ただし、受験のみの場合はID登録不要。1日に公開できる検定は5つまで。検定の問題数は3問、5問、8問、10問のいずれかでなければいけない。

### 用語
- 総合ポイント‥検定が受験されるとたまるポイントである。
- お気に入りの検定数‥ユーザーが気に入った検定にお気に入り登録された検定の数。
- 受験者数‥検定を受けた人数。
- コメント数‥ユーザーからのコメント数。自分のコメントも含まれる。
- タグ‥検定を検索するための手がかり。1つの検定につき5個まで登録できる。

### カテゴリ
2009年より検定カテゴリが必要になった。カテゴリ一覧は下記参照。（数が多いため中カテゴリまで列挙する。）
エンターテインメント
アニメ・コミック
音楽
芸能
ゲーム・FPS
スポーツ
球技
球技（野球）
スポーツ
趣味と生活
ギャンブル
グルメ
趣味と生活
動物
乗り物
学問
文系
文系（語学）
文系（社会）
文系（歴史）
理系
学問
地域
海外
国内
雑学
雑学